# Dodge Monaco (1964)
Dodge Monaco – samochód osobowy klasy średniej wyższej (pełnowymiarowej) produkowany pod amerykańską marką Dodge w latach 1964–1978. 

## Pierwsza generacja

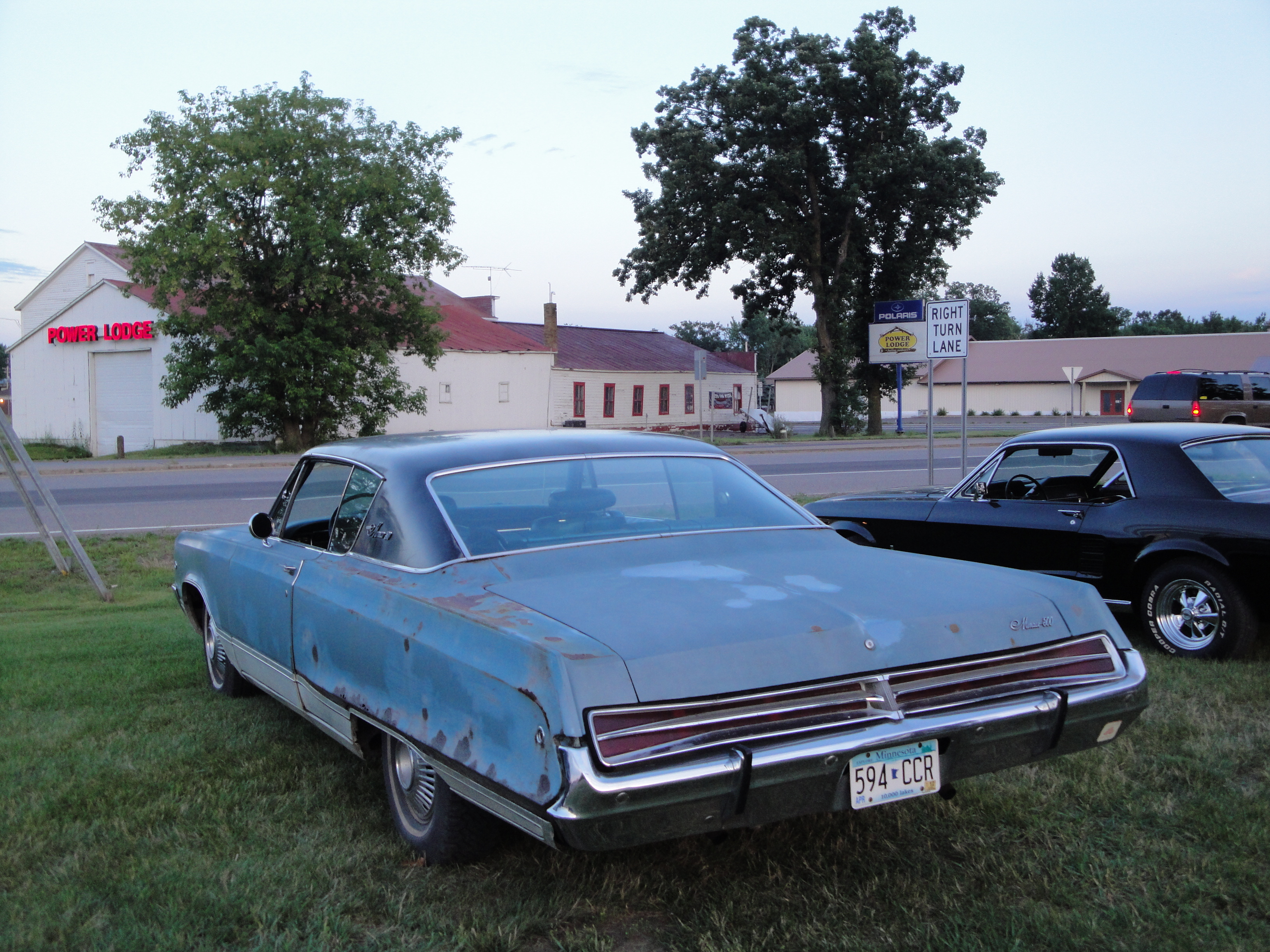
Dodge Monaco I - tył

Dodge Monaco I został zaprezentowany po raz pierwszy w 1964 roku.
Pierwsze wcielenie Monaco zostało oparte na platformie C-body, na której zbudowany został także pokrewny model Plymouth Fury w ramach szerokiego partnerstwa firm podlegających koncernowi Chrysler. Samochód wyróżniał się masywną sylwetką, z kanciasto zarysowanymi nadkolami i dużym tylnym zwisem. Pas przedni zdobiła atrapa chłodnicy wyróżniały dwie chromowane poprzeczki, a także podwójne okrągłe reflektory. Opcjonalnym rozwiązaniem było podwójne malowanie dachu.

### Silniki
- V8 5.2l B
- V8 6.2l B
- V8 7.2l RB

## Druga generacja

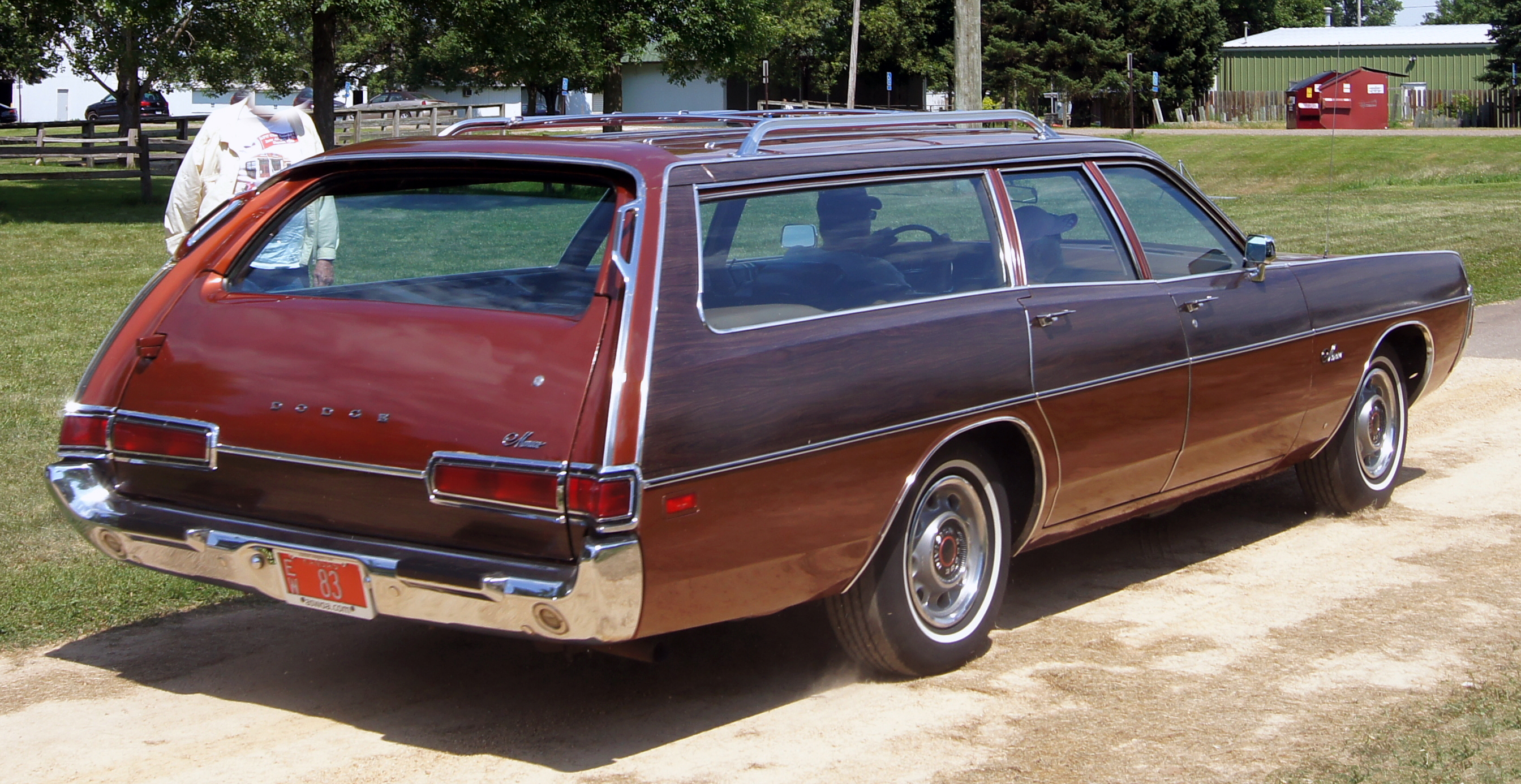
Dodge Monaco II Kombi - tył

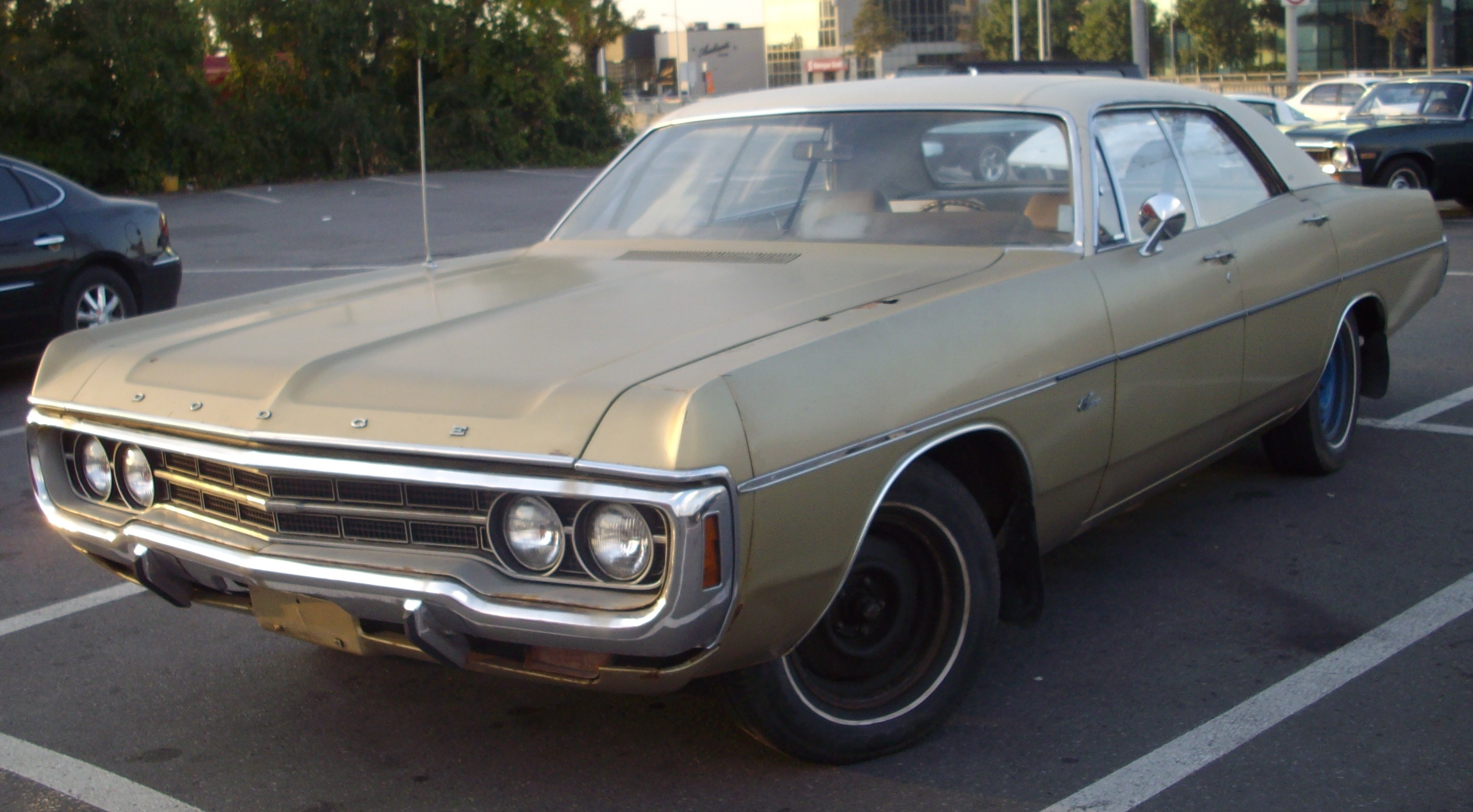
Dodge Monaco II po liftingu

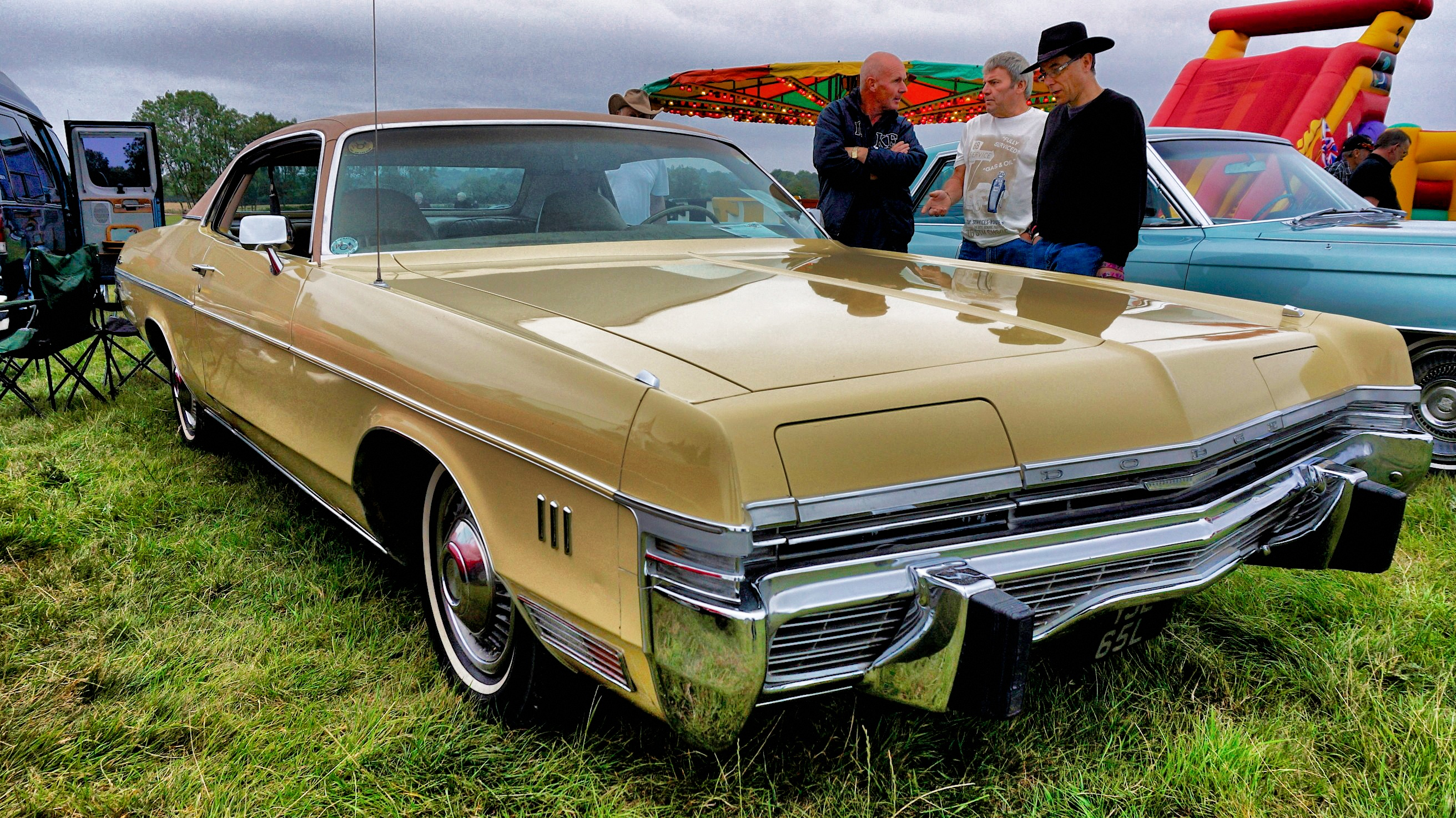
Dodge Monaco II po drugim liftingu

Dodge Monaco II został zaprezentowany po raz pierwszy w 1968 roku.
Druga generacja Dodge'a Monaco została zbudowana w oparciu o zmodernizowaną platformę C-body, na której równolegle zbudowano także pokrewny model Polara. Przełożyło się to na większe i przestronniejsze nadwozie. Samochód zyskał bardziej stonowane proporcje, przechodząc ewolucyjny zakres zmian w stosunku do poprzednika. Z przodu pojawiła się większa atrapa chłodnicy, którą ponownie współtworzyły podwójne okrągłe reflektory.

### Restylizacje
Podczas trwającej 5 lat produkcji Dodge Monaco II przeszedł dwie duże modernizacje. Pierwsza, przeprowadzona w 1970 roku, wiązała się z przemodelowanym pasem przednim, gdzie reflektory zostały niżej osadzone wraz z atrapą chłodnicy. Druga modernizacja w 1972 roku przeniosła gruntowną zmianę wyglądu, z nowymi, chowanymi reflektorami i bardziej zaokrągloną sylwetką.

### Afryka Południowa
Dodge Monaco II był importowany także do Afryki Południowej pod marką Chrysler jako Chrysler 383. Różnice wizualne były minimalne, ograniczając się do innych emblematów producenta.

### Silniki
- V8 6.2l B
- V8 6.2l B2
- V8 7.2l RB

### Dane techniczne
- V8 6,3 l (6286 cm³), 2 zawory na cylinder, OHV
- Układ zasilania: gaźnik
- Średnica cylindra × skok tłoka: 107,95 mm × 85,85 mm
- Stopień sprężania: 9,2:1
- Moc maksymalna: 294 KM (216 kW) przy 4400 obr./min
- Maksymalny moment obrotowy: 515 N•m przy 2400 obr./min

## Trzecia generacja

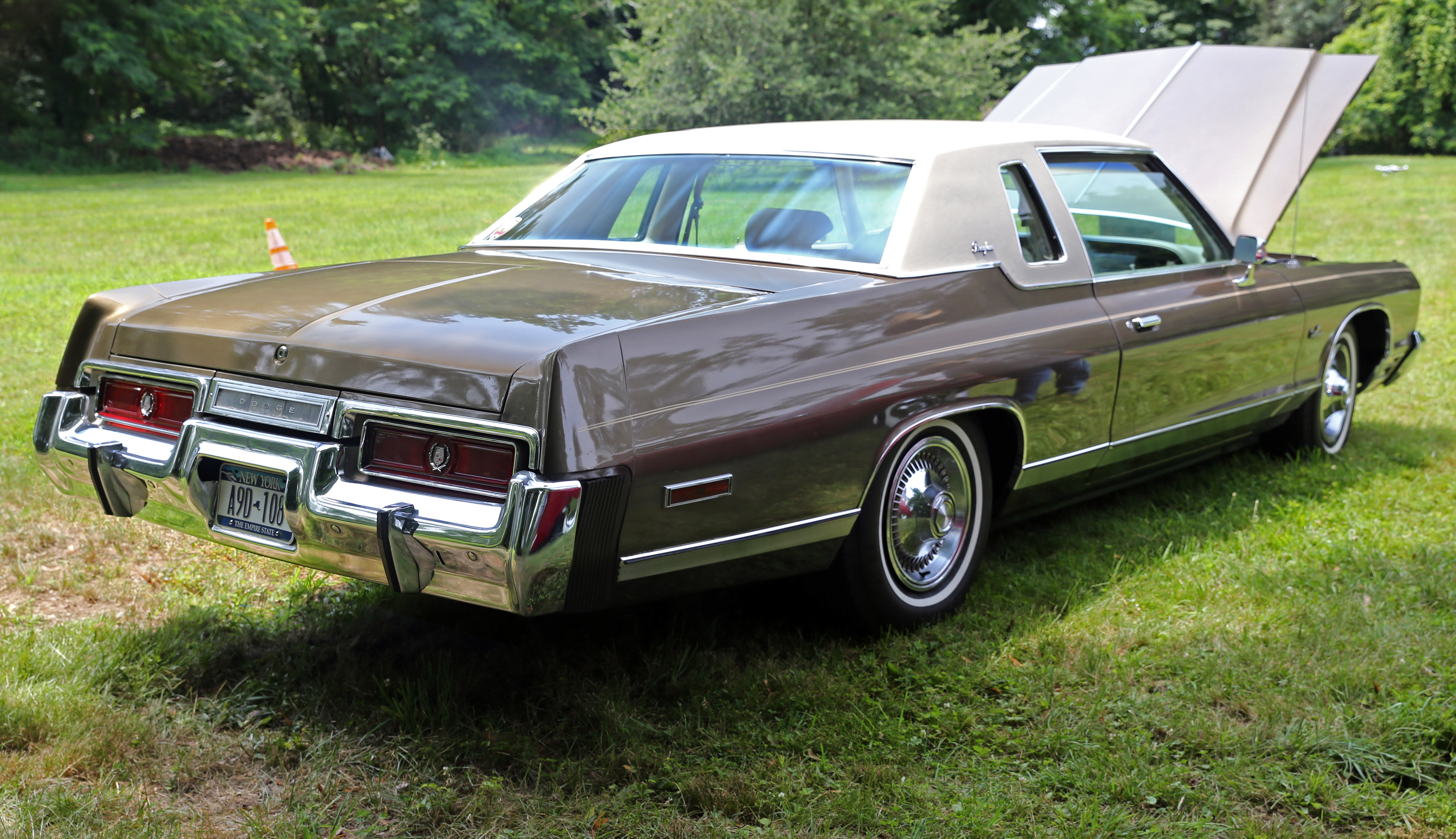
Dodge Monaco III - tył

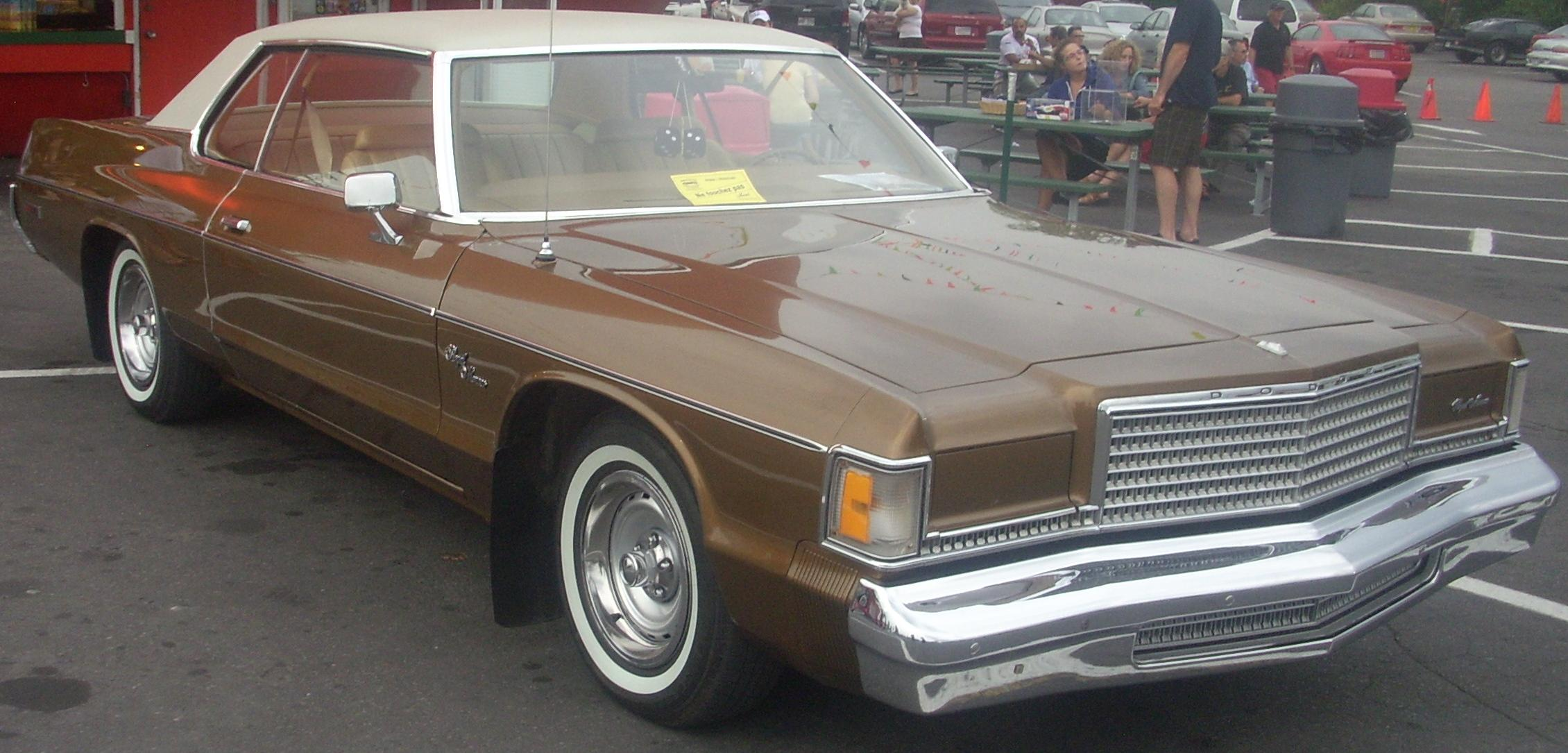
Dodge Royal Monaco

Dodge Monaco III został zaprezentowany po raz pierwszy w 1973 roku.
Trzecia generacja Monaco przyniosła gruntowną metamorfozę pod kątem stylistycznym. Pojazd ponownie oparto na platformie C-body koncernu Chrysler. Samochód zyskał bardziej kanciastą sylwetkę, z masywnym pasem przednim zdobionym dużą, chromowaną atrapą chłodnicy. Podwójne, okrągłe reflektory zyskały prostokątne zabudowanie, a z tyłu pojawiły się charakterystyczne podłużne lampy w kształcie prostokątnych pasów.
Dodge Monaco III stał się popularnym elementem amerykańskiej popkultury dzięki pojawieniu się w serii Blues Brothers jako radiowóz policyjny.

### Royal Monaco
Monaco trzeciej generacji oferowany był także w luksusowej, topowej wersji Dodge Royal Monaco. Wyróżniała się ona innym malowaniem nadwozia, chowanymi reflektorami pod prostokątnymi kloszami, a także bogatszym poziomem wyposażenia.

### Silniki
- V8 5.2l
- V8 5.9l
- V8 6.6l
- V8 7.2l

## Czwarta generacja

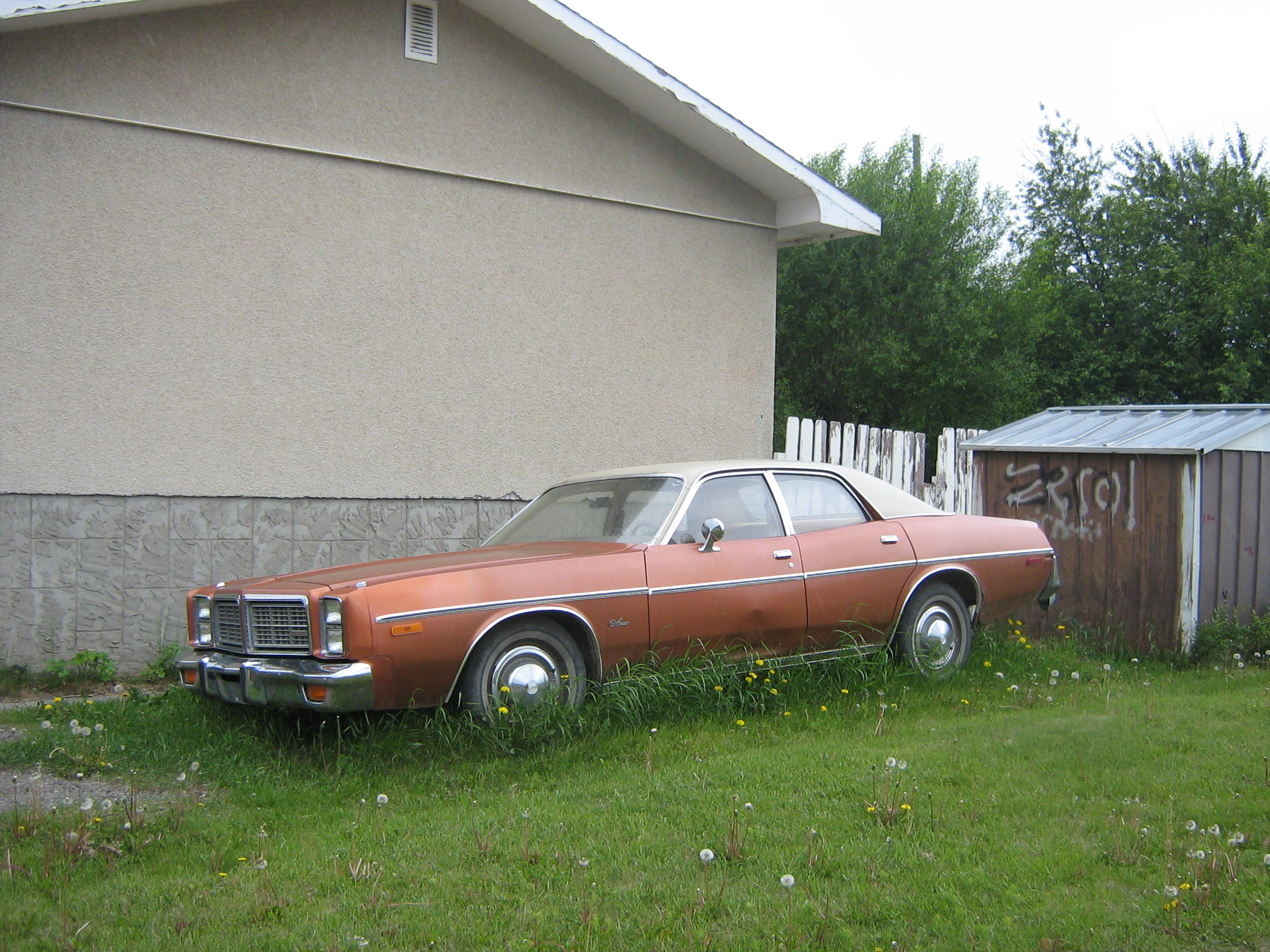
Dodge Monaco IV

Dodge Monaco IV został zaprezentowany po raz pierwszy w 1976 roku.
W 1976 roku zadebiutowała czwarta i zarazem ostatnia generacja modelu Monaco. Samochód powstał tym razem z równolegle konstruowaną siódmą generacją modelu Coronet, pełniąc funkcję jego tańszej i niżej pozycjonowanej odmiany. Monaco IV zyskało charakterystyczną, chromowaną atrapę chłodnicy składającą się z dwóch części a także pionowe, podwójne klosze reflektorów. Innym charakterystycznym akcentem było wybrzuszenie tylnego nadkola.
Produkcję zakończono w 1978 roku na rzecz następcy - modelu St. Regis.

### Silniki
- L6 3.9l Slant-6
- V8 5.2l B
- V8 5.9l B
- V8 6.2l B
- V8 6.6l B
- V8 7.2l RB